# 돌쿤 이사
돌쿤 이사(위구르어: دولقۇن ئەيسا, 독일어: Dolkun Isa, 중국어: 多里坤·艾沙, 1967년 9월 2일~)는 중화인민공화국 신장 위구르 자치구 출신의 정치인이다. 그는 2017년 11월 12일 이후 3번째이자 현 세계 위구르 회의의 의장이다. 그는 이전에 각각 총서기와 집행위원회 의장을 역임했으며, 그 지역의 대다수 인구를 차지하는 이슬람 소수민족 위구르족들의 권리를 대변하는 발언을 했으며, 위구르 인권 문제를 유엔인권이사회, 유럽의회, 유럽회의에 제출했다. 정부와 국제 인권 단체에 로프를 두른다.
1988년 신장 대학에서 공부하던 중, 그는 1988년 6월 15일 우루무치에서 위구르족에 대한 차별과 부당한 대우에 반대하는 학생 시위를 이끌었고, 같은 해에 학교에서 퇴학당했고, 후에 유럽으로 도피했다. 1996년 11월, 그는 독일에서 세계 위구르 청소년 대회를 설립하는 데 중요한 역할을 했으며, 집행위원장 및 대통령을 역임했다. 2004년 4월, 그는 세계 위구르 회의의 설립에도 중요한 역할을 했다. 그는 또한 UNPO의 부통령을 역임했다.

## 어린 시절 및 중국 도피
돌쿤 이사는 1967년 9월 2일 아크수 지구 커핑현에서 태어나 9살까지 조부모 밑에서 자랐으며, 이후 아크수시로 돌아와 그곳에서 중학교와 고등학교를 마쳤다. 1984년 신장 대학 물리학과에 입학하여 1988년 초, 소수민족에 대한 인권활동으로 졸업 반년 전까지만 해도 그곳에서 공부하다가, 아크수시로 돌아와 교육을 받았다. 1990년에 그는 베이징으로 가서 1994년까지 영어와 튀르키예어를 공부했다. 1994년, 그는 구금 위협으로 나라를 떠나 터키 앙카라 가지 대학교에서 정치 사회학 석사 학위를 받았으며, 이후 유럽으로 망명했다. 2006년에 그는 독일 시민이 되었다.

## 올림픽 보이콧
이사는 중국 서부 신장 지역은 위구르와 티베트가 부르기에 동튀르키스탄 주민들을 상대로 한 문화 집단학살 의혹으로 베이징에서 열린 2008년 하계 올림픽 보이콧을 요구했다. 이사는 AFP 통신과의 인터뷰에서 중국이 티베트나 신장 등 지역 인종을 탄압한 인권단체로부터 비난을 받고 있다고 말했다. 위구르 운동가들은 동튀르키스탄의 독립이나 자치권을 추구해 왔다.

## 캠페인 방해물

### 대한민국 입국 거부
이사는 2009년 9월 아시아 민주화를 위한 세계 포럼 참석을 준비하던 중 대한민국 입국이 거부되고 잠시 "구속"되었다. 유엔대표부는 서한을 통해 억류 사실을 규탄하고 대한민국 정부에 중국의 비난은 사실무근이며, 범죄인 인도에는 중국 당국의 즉각적인 재판과 처형이 불가피하다고 경고했다. 이틀간 구금된 후, 이사는 그 나라에 입국하지 않고 석방되었는데, 이는 국제앰네스티에 의해 비난 받은 조치였다.

### 인도 비자 인출
2016년 4월 22일, 인도는 다람살라에서 열린 회의에 참석하기 위해 이사에게 방문 비자를 발급했다. 이는 위구르 운동가 레비야 카디르가 이전에 인도 방문 비자를 거부당한 이후 중국에 대한 인도의 입장을 굳힌 것으로 여겨졌다. 인도 정부의 이러한 움직임은 인도 뉴스 미디어가 JeM 수장 마수드 아자르의 안보리 테러 지정을 지지하지 않는다는 입장을 고수하고 있는 중국에 대한 보복 행위로 간주하고 있다. 인도 정부는 당초 입장에서 유턴하다가 중국이 인도에 이의를 제기한 다음날인 2016년 4월 25일 이사의 비자를 철회했다.